# Скужець (Мазовецьке воєводство)
Скужець (пол. Skórzec) — село в Польщі, у гміні Скужець Седлецького повіту Мазовецького воєводства.
Населення — 1111 осіб (2011).

## Демографія
Демографічна структура станом на 31 березня 2011 року:
|          | Загалом | Допрацездатний вік | Працездатний вік | Постпрацездатний вік |
| -------- | ------- | ------------------ | ---------------- | -------------------- |
| Чоловіки | 555     | 153                | 359              | 43                   |
| Жінки    | 556     | 131                | 324              | 101                  |
| Разом    | 1111    | 284                | 683              | 144                  |